# Hoe het danst
Hoe het danst is een nummer van de Nederlandse zanger Marco Borsato in samenwerking met de Nederlandse producer Armin van Buuren en de Nederlandse zangeres Davina Michelle.

## Geschiedenis
De single haalde de eerste plaats in de Nederlandse Top 40 en de Vlaamse Ultratop 50. De single, die op 8 mei 2019 uitkwam, werd geschreven en geproduceerd door Armin van Buuren, John Ewbank en Benno de Goeij. Borsato bracht het nummer voor het eerst live ten gehore in De Kuip in mei 2019.
Op 31 augustus 2019 verbrak het nummer een record. Het werd toen het langst op 1 genoteerde Nederlandstalige nummer van de jaren 2010 in België.
Het nummer won in het voorjaar van 2020 een 100% NL Award in de categorie Hit van het jaar.
In het jaaroverzicht van de Nederlandse Top 40 over 2019 staat Hoe het danst op de eerste plaats.

## Hitnoteringen

### Nederlandse Top 40
| Hitnotering: 18-05-2019 t/m 07-12-2019 | Hitnotering: 18-05-2019 t/m 07-12-2019 | Hitnotering: 18-05-2019 t/m 07-12-2019 | Hitnotering: 18-05-2019 t/m 07-12-2019 | Hitnotering: 18-05-2019 t/m 07-12-2019 | Hitnotering: 18-05-2019 t/m 07-12-2019 | Hitnotering: 18-05-2019 t/m 07-12-2019 | Hitnotering: 18-05-2019 t/m 07-12-2019 | Hitnotering: 18-05-2019 t/m 07-12-2019 | Hitnotering: 18-05-2019 t/m 07-12-2019 | Hitnotering: 18-05-2019 t/m 07-12-2019 | Hitnotering: 18-05-2019 t/m 07-12-2019 | Hitnotering: 18-05-2019 t/m 07-12-2019 | Hitnotering: 18-05-2019 t/m 07-12-2019 | Hitnotering: 18-05-2019 t/m 07-12-2019 | Hitnotering: 18-05-2019 t/m 07-12-2019 | Hitnotering: 18-05-2019 t/m 07-12-2019 |
| Week:                                  | 1                                      | 2                                      | 3                                      | 4                                      | 5                                      | 6                                      | 7                                      | 8                                      | 9                                      | 10                                     | 11                                     | 12                                     | 13                                     | 14                                     | 15                                     | 16                                     |
| -------------------------------------- | -------------------------------------- | -------------------------------------- | -------------------------------------- | -------------------------------------- | -------------------------------------- | -------------------------------------- | -------------------------------------- | -------------------------------------- | -------------------------------------- | -------------------------------------- | -------------------------------------- | -------------------------------------- | -------------------------------------- | -------------------------------------- | -------------------------------------- | -------------------------------------- |
| Positie:                               | 7                                      | 4                                      | 3                                      | 2                                      | 1                                      | 1                                      | 1                                      | 3                                      | 3                                      | 3                                      | 3                                      | 3                                      | 3                                      | 2                                      | 2                                      | 3                                      |
| Week:                                  | 17                                     | 18                                     | 19                                     | 20                                     | 21                                     | 22                                     | 23                                     | 24                                     | 25                                     | 26                                     | 27                                     | 28                                     | 29                                     | 30                                     |                                        |                                        |
| Positie:                               | 4                                      | 8                                      | 9                                      | 11                                     | 13                                     | 13                                     | 17                                     | 20                                     | 23                                     | 30                                     | 31                                     | 34                                     | 35                                     | 37                                     | uit                                    |                                        |

### NederlandseSingle Top 100
| Hitnotering (week 1 t/m 86): 11-05-2019 t/m 26-12-2020 Hitnotering (week 87 t/m 112): 09-01-2021 t/m 03-07-2021 Hitnotering (week 113): 17-07-2021 Hitnotering (week 114 t/m 115): 31-07-2021 t/m 07-08-2021 | Hitnotering (week 1 t/m 86): 11-05-2019 t/m 26-12-2020 Hitnotering (week 87 t/m 112): 09-01-2021 t/m 03-07-2021 Hitnotering (week 113): 17-07-2021 Hitnotering (week 114 t/m 115): 31-07-2021 t/m 07-08-2021 | Hitnotering (week 1 t/m 86): 11-05-2019 t/m 26-12-2020 Hitnotering (week 87 t/m 112): 09-01-2021 t/m 03-07-2021 Hitnotering (week 113): 17-07-2021 Hitnotering (week 114 t/m 115): 31-07-2021 t/m 07-08-2021 | Hitnotering (week 1 t/m 86): 11-05-2019 t/m 26-12-2020 Hitnotering (week 87 t/m 112): 09-01-2021 t/m 03-07-2021 Hitnotering (week 113): 17-07-2021 Hitnotering (week 114 t/m 115): 31-07-2021 t/m 07-08-2021 | Hitnotering (week 1 t/m 86): 11-05-2019 t/m 26-12-2020 Hitnotering (week 87 t/m 112): 09-01-2021 t/m 03-07-2021 Hitnotering (week 113): 17-07-2021 Hitnotering (week 114 t/m 115): 31-07-2021 t/m 07-08-2021 | Hitnotering (week 1 t/m 86): 11-05-2019 t/m 26-12-2020 Hitnotering (week 87 t/m 112): 09-01-2021 t/m 03-07-2021 Hitnotering (week 113): 17-07-2021 Hitnotering (week 114 t/m 115): 31-07-2021 t/m 07-08-2021 | Hitnotering (week 1 t/m 86): 11-05-2019 t/m 26-12-2020 Hitnotering (week 87 t/m 112): 09-01-2021 t/m 03-07-2021 Hitnotering (week 113): 17-07-2021 Hitnotering (week 114 t/m 115): 31-07-2021 t/m 07-08-2021 | Hitnotering (week 1 t/m 86): 11-05-2019 t/m 26-12-2020 Hitnotering (week 87 t/m 112): 09-01-2021 t/m 03-07-2021 Hitnotering (week 113): 17-07-2021 Hitnotering (week 114 t/m 115): 31-07-2021 t/m 07-08-2021 | Hitnotering (week 1 t/m 86): 11-05-2019 t/m 26-12-2020 Hitnotering (week 87 t/m 112): 09-01-2021 t/m 03-07-2021 Hitnotering (week 113): 17-07-2021 Hitnotering (week 114 t/m 115): 31-07-2021 t/m 07-08-2021 | Hitnotering (week 1 t/m 86): 11-05-2019 t/m 26-12-2020 Hitnotering (week 87 t/m 112): 09-01-2021 t/m 03-07-2021 Hitnotering (week 113): 17-07-2021 Hitnotering (week 114 t/m 115): 31-07-2021 t/m 07-08-2021 | Hitnotering (week 1 t/m 86): 11-05-2019 t/m 26-12-2020 Hitnotering (week 87 t/m 112): 09-01-2021 t/m 03-07-2021 Hitnotering (week 113): 17-07-2021 Hitnotering (week 114 t/m 115): 31-07-2021 t/m 07-08-2021 | Hitnotering (week 1 t/m 86): 11-05-2019 t/m 26-12-2020 Hitnotering (week 87 t/m 112): 09-01-2021 t/m 03-07-2021 Hitnotering (week 113): 17-07-2021 Hitnotering (week 114 t/m 115): 31-07-2021 t/m 07-08-2021 | Hitnotering (week 1 t/m 86): 11-05-2019 t/m 26-12-2020 Hitnotering (week 87 t/m 112): 09-01-2021 t/m 03-07-2021 Hitnotering (week 113): 17-07-2021 Hitnotering (week 114 t/m 115): 31-07-2021 t/m 07-08-2021 | Hitnotering (week 1 t/m 86): 11-05-2019 t/m 26-12-2020 Hitnotering (week 87 t/m 112): 09-01-2021 t/m 03-07-2021 Hitnotering (week 113): 17-07-2021 Hitnotering (week 114 t/m 115): 31-07-2021 t/m 07-08-2021 | Hitnotering (week 1 t/m 86): 11-05-2019 t/m 26-12-2020 Hitnotering (week 87 t/m 112): 09-01-2021 t/m 03-07-2021 Hitnotering (week 113): 17-07-2021 Hitnotering (week 114 t/m 115): 31-07-2021 t/m 07-08-2021 | Hitnotering (week 1 t/m 86): 11-05-2019 t/m 26-12-2020 Hitnotering (week 87 t/m 112): 09-01-2021 t/m 03-07-2021 Hitnotering (week 113): 17-07-2021 Hitnotering (week 114 t/m 115): 31-07-2021 t/m 07-08-2021 | Hitnotering (week 1 t/m 86): 11-05-2019 t/m 26-12-2020 Hitnotering (week 87 t/m 112): 09-01-2021 t/m 03-07-2021 Hitnotering (week 113): 17-07-2021 Hitnotering (week 114 t/m 115): 31-07-2021 t/m 07-08-2021 | Hitnotering (week 1 t/m 86): 11-05-2019 t/m 26-12-2020 Hitnotering (week 87 t/m 112): 09-01-2021 t/m 03-07-2021 Hitnotering (week 113): 17-07-2021 Hitnotering (week 114 t/m 115): 31-07-2021 t/m 07-08-2021 |
| Week: | 1 | 2 | 3 | 4 | 5 | 6 | 7 | 8 | 9 | 10 | 11 | 12 | 13 | 14 | 15 | 16 | 17 |
| --- | --- | --- | --- | --- | --- | --- | --- | --- | --- | --- | --- | --- | --- | --- | --- | --- | --- |
| Positie: | 74 | 4 | 4 | 4 | 3 | 2 | 2 | 5 | 6 | 2 | 3 | 2 | 3 | 2 | 3 | 3 | 4 |
| Week: | 18 | 19 | 20 | 21 | 22 | 23 | 24 | 25 | 26 | 27 | 28 | 29 | 30 | 31 | 32 | 33 | 34 |
| Positie: | 5 | 6 | 6 | 6 | 6 | 8 | 10 | 10 | 15 | 15 | 14 | 16 | 17 | 17 | 17 | 31 | 44 |
| Week: | 35 | 36 | 37 | 38 | 39 | 40 | 41 | 42 | 43 | 44 | 45 | 46 | 47 | 48 | 49 | 50 | 51 |
| Positie: | 18 | 31 | 38 | 37 | 45 | 48 | 52 | 52 | 52 | 55 | 58 | 59 | 59 | 58 | 58 | 57 | 62 |
| Week: | 52 | 53 | 54 | 55 | 56 | 57 | 58 | 59 | 60 | 61 | 62 | 63 | 64 | 65 | 66 | 67 | 68 |
| Positie: | 57 | 52 | 56 | 59 | 62 | 65 | 66 | 69 | 71 | 74 | 74 | 71 | 72 | 77 | 84 | 90 | 88 |
| Week: | 69 | 70 | 71 | 72 | 73 | 74 | 75 | 76 | 77 | 78 | 79 | 80 | 81 | 82 | 83 | 84 | 85 |
| Positie: | 82 | 88 | 89 | 88 | 87 | 89 | 81 | 80 | 80 | 90 | 98 | 88 | 76 | 76 | 82 | 89 | 89 |
| Week: | 86 | | 87 | 88 | 89 | 90 | 91 | 92 | 93 | 94 | 95 | 96 | 97 | 98 | 99 | 100 | 101 |
| Positie: | 84 | uit | 57 | 62 | 61 | 62 | 67 | 67 | 69 | 62 | 69 | 65 | 64 | 65 | 71 | 66 | 83 |
| Week: | 102 | 103 | 104 | 105 | 106 | 107 | 108 | 109 | 110 | 111 | 112 | | 113 | | 114 | 115 | |
| Positie: | 80 | 70 | 74 | 75 | 77 | 96 | 88 | 84 | 83 | 91 | 95 | uit | 96 | uit | 99 | 98 | uit |

### VlaamseUltratop 50
| Hitnotering (week 1): 01-06-2019 Hitnotering (week 2 t/m 41): 15-06-2019 t/m 14-03-2020 Hitnotering (week 42 t/m 43): 04-04-2020 t/m 11-04-2020 | Hitnotering (week 1): 01-06-2019 Hitnotering (week 2 t/m 41): 15-06-2019 t/m 14-03-2020 Hitnotering (week 42 t/m 43): 04-04-2020 t/m 11-04-2020 | Hitnotering (week 1): 01-06-2019 Hitnotering (week 2 t/m 41): 15-06-2019 t/m 14-03-2020 Hitnotering (week 42 t/m 43): 04-04-2020 t/m 11-04-2020 | Hitnotering (week 1): 01-06-2019 Hitnotering (week 2 t/m 41): 15-06-2019 t/m 14-03-2020 Hitnotering (week 42 t/m 43): 04-04-2020 t/m 11-04-2020 | Hitnotering (week 1): 01-06-2019 Hitnotering (week 2 t/m 41): 15-06-2019 t/m 14-03-2020 Hitnotering (week 42 t/m 43): 04-04-2020 t/m 11-04-2020 | Hitnotering (week 1): 01-06-2019 Hitnotering (week 2 t/m 41): 15-06-2019 t/m 14-03-2020 Hitnotering (week 42 t/m 43): 04-04-2020 t/m 11-04-2020 | Hitnotering (week 1): 01-06-2019 Hitnotering (week 2 t/m 41): 15-06-2019 t/m 14-03-2020 Hitnotering (week 42 t/m 43): 04-04-2020 t/m 11-04-2020 | Hitnotering (week 1): 01-06-2019 Hitnotering (week 2 t/m 41): 15-06-2019 t/m 14-03-2020 Hitnotering (week 42 t/m 43): 04-04-2020 t/m 11-04-2020 | Hitnotering (week 1): 01-06-2019 Hitnotering (week 2 t/m 41): 15-06-2019 t/m 14-03-2020 Hitnotering (week 42 t/m 43): 04-04-2020 t/m 11-04-2020 | Hitnotering (week 1): 01-06-2019 Hitnotering (week 2 t/m 41): 15-06-2019 t/m 14-03-2020 Hitnotering (week 42 t/m 43): 04-04-2020 t/m 11-04-2020 | Hitnotering (week 1): 01-06-2019 Hitnotering (week 2 t/m 41): 15-06-2019 t/m 14-03-2020 Hitnotering (week 42 t/m 43): 04-04-2020 t/m 11-04-2020 | Hitnotering (week 1): 01-06-2019 Hitnotering (week 2 t/m 41): 15-06-2019 t/m 14-03-2020 Hitnotering (week 42 t/m 43): 04-04-2020 t/m 11-04-2020 | Hitnotering (week 1): 01-06-2019 Hitnotering (week 2 t/m 41): 15-06-2019 t/m 14-03-2020 Hitnotering (week 42 t/m 43): 04-04-2020 t/m 11-04-2020 | Hitnotering (week 1): 01-06-2019 Hitnotering (week 2 t/m 41): 15-06-2019 t/m 14-03-2020 Hitnotering (week 42 t/m 43): 04-04-2020 t/m 11-04-2020 | Hitnotering (week 1): 01-06-2019 Hitnotering (week 2 t/m 41): 15-06-2019 t/m 14-03-2020 Hitnotering (week 42 t/m 43): 04-04-2020 t/m 11-04-2020 | Hitnotering (week 1): 01-06-2019 Hitnotering (week 2 t/m 41): 15-06-2019 t/m 14-03-2020 Hitnotering (week 42 t/m 43): 04-04-2020 t/m 11-04-2020 | Hitnotering (week 1): 01-06-2019 Hitnotering (week 2 t/m 41): 15-06-2019 t/m 14-03-2020 Hitnotering (week 42 t/m 43): 04-04-2020 t/m 11-04-2020 | Hitnotering (week 1): 01-06-2019 Hitnotering (week 2 t/m 41): 15-06-2019 t/m 14-03-2020 Hitnotering (week 42 t/m 43): 04-04-2020 t/m 11-04-2020 | Hitnotering (week 1): 01-06-2019 Hitnotering (week 2 t/m 41): 15-06-2019 t/m 14-03-2020 Hitnotering (week 42 t/m 43): 04-04-2020 t/m 11-04-2020 | Hitnotering (week 1): 01-06-2019 Hitnotering (week 2 t/m 41): 15-06-2019 t/m 14-03-2020 Hitnotering (week 42 t/m 43): 04-04-2020 t/m 11-04-2020 | Hitnotering (week 1): 01-06-2019 Hitnotering (week 2 t/m 41): 15-06-2019 t/m 14-03-2020 Hitnotering (week 42 t/m 43): 04-04-2020 t/m 11-04-2020 | Hitnotering (week 1): 01-06-2019 Hitnotering (week 2 t/m 41): 15-06-2019 t/m 14-03-2020 Hitnotering (week 42 t/m 43): 04-04-2020 t/m 11-04-2020 | Hitnotering (week 1): 01-06-2019 Hitnotering (week 2 t/m 41): 15-06-2019 t/m 14-03-2020 Hitnotering (week 42 t/m 43): 04-04-2020 t/m 11-04-2020 | Hitnotering (week 1): 01-06-2019 Hitnotering (week 2 t/m 41): 15-06-2019 t/m 14-03-2020 Hitnotering (week 42 t/m 43): 04-04-2020 t/m 11-04-2020 |
| Week: | 1 | | 2 | 3 | 4 | 5 | 6 | 7 | 8 | 9 | 10 | 11 | 12 | 13 | 14 | 15 | 16 | 17 | 18 | 19 | 20 | 21 | 22 |
| --- | --- | --- | --- | --- | --- | --- | --- | --- | --- | --- | --- | --- | --- | --- | --- | --- | --- | --- | --- | --- | --- | --- | --- |
| Positie: | 46 | uit | 42 | 24 | 4 | 3 | 4 | 1 | 1 | 1 | 1 | 1 | 1 | 1 | 1 | 1 | 1 | 2 | 2 | 2 | 2 | 2 | 3 |
| Week: | 23 | 24 | 25 | 26 | 27 | 28 | 29 | 30 | 31 | 32 | 33 | 34 | 35 | 36 | 37 | 38 | 39 | 40 | 41 | | 42 | 43 | |
| Positie: | 4 | 5 | 9 | 7 | 12 | 9 | 6 | 6 | 5 | 12 | 12 | 21 | 20 | 25 | 30 | 33 | 40 | 41 | 47 | uit | 46 | 46 | uit |

### VlaamseRadio 2 Top 30
| Hitnotering: 15-06-2019 t/m 08-02-2020 | Hitnotering: 15-06-2019 t/m 08-02-2020 | Hitnotering: 15-06-2019 t/m 08-02-2020 | Hitnotering: 15-06-2019 t/m 08-02-2020 | Hitnotering: 15-06-2019 t/m 08-02-2020 | Hitnotering: 15-06-2019 t/m 08-02-2020 | Hitnotering: 15-06-2019 t/m 08-02-2020 | Hitnotering: 15-06-2019 t/m 08-02-2020 | Hitnotering: 15-06-2019 t/m 08-02-2020 | Hitnotering: 15-06-2019 t/m 08-02-2020 | Hitnotering: 15-06-2019 t/m 08-02-2020 | Hitnotering: 15-06-2019 t/m 08-02-2020 | Hitnotering: 15-06-2019 t/m 08-02-2020 | Hitnotering: 15-06-2019 t/m 08-02-2020 | Hitnotering: 15-06-2019 t/m 08-02-2020 | Hitnotering: 15-06-2019 t/m 08-02-2020 | Hitnotering: 15-06-2019 t/m 08-02-2020 | Hitnotering: 15-06-2019 t/m 08-02-2020 | Hitnotering: 15-06-2019 t/m 08-02-2020 |
| Week:                                  | 1                                      | 2                                      | 3                                      | 4                                      | 5                                      | 6                                      | 7                                      | 8                                      | 9                                      | 10                                     | 11                                     | 12                                     | 13                                     | 14                                     | 15                                     | 16                                     | 17                                     | 18                                     |
| -------------------------------------- | -------------------------------------- | -------------------------------------- | -------------------------------------- | -------------------------------------- | -------------------------------------- | -------------------------------------- | -------------------------------------- | -------------------------------------- | -------------------------------------- | -------------------------------------- | -------------------------------------- | -------------------------------------- | -------------------------------------- | -------------------------------------- | -------------------------------------- | -------------------------------------- | -------------------------------------- | -------------------------------------- |
| Positie:                               | 18                                     | 13                                     | 10                                     | 2                                      | 1                                      | 1                                      | 1                                      | 1                                      | 1                                      | 2                                      | 2                                      | 1                                      | 2                                      | 2                                      | 2                                      | 1                                      | 1                                      | 1                                      |
| Week:                                  | 19                                     | 20                                     | 21                                     | 22                                     | 23                                     | 24                                     | 25                                     | 26                                     | 27                                     | 28                                     | 29                                     | 30                                     | 31                                     | 32                                     | 33                                     | 34                                     | 35                                     |                                        |
| Positie:                               | 6                                      | 7                                      | 6                                      | 9                                      | 10                                     | 13                                     | 16                                     | 19                                     | 21                                     | 15                                     | 15                                     | 16                                     | 13                                     | 15                                     | 20                                     | 28                                     | 29                                     | uit                                    |

### NPO Radio 2 Top 2000
| Nummer met noteringen in de NPO Radio 2 Top 2000 | '20 | '21 | '22  | '23  | '24  |
| ------------------------------------------------ | --- | --- | ---- | ---- | ---- |
| Hoe het danst                                    | 375 | 526 | 1366 | 1180 | 1261 |

1. ↑  Een vetgedrukt getal geeft de hoogste notering aan.
2. ↑  2020 was het eerste jaar met een notering voor dit nummer.

## Trivia
- Tijdens de COVID-19-pandemie van 2020 bracht de groep Supercontent een videoclip uit met het Marc-Van-Ranstlied, een ode aan viroloog Marc Van Ranst en alle verplegend personeel op de tonen van ‘Hoe het danst'.[3] Op YouTube ging het liedje met alle preventietips al snel viraal.[4][5]
- Helene Fischer bracht in oktober 2021 met het nummer Null auf 100 een Duitse versie van het origineel uit.[6]